# Alexis Gamboa
Alexis Gamboa (San José, 20 maart 1999) is een Costa Ricaans voetballer die sinds 2021 uitkomt voor LD Alajuelense. Gamboa is een verdediger.

## Clubcarrière
Gamboa is een jeugdproduct van Santos de Guápiles. Hij maakte zijn officiële debuut in de apertura (seizoensbegin van september tot december) van het seizoen 2017/18 en was in de clausura (het seizoenseinde van januari tot mei) een vaste waarde in het eerste elftal. In mei 2018 verhuisde hij naar Waasland-Beveren, waar hij een contract voor vier seizoenen ondertekende op de Freethiel. Na tweeënhalf seizoen, waarin hij 21 officiële wedstrijden speelde voor Waasland-Beveren, leende de club hem – mede om familiale redenen – uit aan LD Alajuelense, een club uit zijn thuisland. In de zomer van 2021 nam Alajuelense hem definitief over van Waasland-Beveren.

## Clubstatistieken
| Seizoen         | Club               | Land                | Competitie         | Competitie | Competitie | Beker | Beker | Supercup | Supercup | Intern. | Intern. | Totaal | Totaal |
| Seizoen         | Club               | Land                | Competitie         | Wed.       | Dlp.       | Wed.  | Dlp.  | Wed.     | Dlp.     | Wed.    | Dlp.    | Wed.   | Dlp.   |
| --------------- | ------------------ | ------------------- | ------------------ | ---------- | ---------- | ----- | ----- | -------- | -------- | ------- | ------- | ------ | ------ |
| 2017/18         | Santos de Guápiles | Vlag van Costa Rica | Primera División   | 26         | 1          | 0     | 0     | 0        | 0        | —       | —       | 26     | 1      |
| 2018/19         | Waasland-Beveren   | Vlag van België     | Jupiler Pro League | 6          | 0          | 1     | 0     | —        | —        | —       | —       | 7      | 0      |
| 2019/20         | Waasland-Beveren   | Vlag van België     | Jupiler Pro League | 5          | 0          | 0     | 0     | —        | —        | —       | —       | 5      | 0      |
| 2020/21         | Waasland-Beveren   | Vlag van België     | Jupiler Pro League | 8          | 0          | 1     | 0     | —        | —        | —       | —       | 9      | 0      |
| 2020/21         | → LD Alajuelense   | Vlag van Costa Rica | Primera División   | 10         | 1          | 0     | 0     | —        | —        | 1       | 0       | 9      | 1      |
| Carrière totaal | Carrière totaal    | Carrière totaal     | Carrière totaal    | 55         | 2          | 2     | 0     | 0        | 0        | 1       | 0       | 58     | 2      |

Bijgewerkt op 3 juli 2021.

## Interlandcarrière
Gamboa was tijdlang in beeld om met Costa Rica deel te nemen aan de CONCACAF Gold Cup 2021, maar uiteindelijk zat hij niet in de definitieve selectie van bondscoach Luis Fernando Suárez.